# Gaura lindheimeri
Gaura lindheimeri (nome dado em alemão a esta planta: Vela-da-pradaria ou Vela-esplendor) é uma espécie de Gaura autóctone do sul de Louisiana e Texas.  O epíteto específico desta planta veio em homenagem a Ferdinand Lindheimer (1801- 1879), um botânico americano de origem alemã, que entre 1830 a 1840 colectou um grande número de espécies de flores do Texas, em nome de Asa Gray (1810- 1888), um botânico e professor na Universidade de Harvard.

## Descrição
É uma planta herbácea perene que cresce a uma altura entre 50-150 cm, com um caule densamente ramificado que se desenvolve de um rizoma subterrâneo. As folhas são finamente pilosas, lanceoladas, 1–9 cm de comprimento e 1–13 mm de largura, com uma margem dentada grosseira. As flores florescem entre a Primavera até a primeira geada de Outono, produzindo uma inflorescência racemosa com 10–80 cm de comprimento; são de cor-de-rosa ou brancas, com 2–3 cm de diâmetro, com quatro pétalas de 10–15 mm de comprimento e e oito estames longos e finos.

## Cultivo e uso
Gaura lindheimeri é amplamente cultivada como planta ornamental. Com o tempo foram seleccionadas em várias cores, desde do branco puro (por ex. 'Whirling Butterflies') ao rosa escuro (por ex. 'Cherry Brandy', 'Siskiyou Pink'); em algumas, as pétalas são brancas de madrugada mas ao entardecer se tornam em cor-de-rosa. São usadas nos canteiros dos jardins ou em potes para acentuar a cor e textura delicada. Esta cresce melhor em pleno sol e pode sobreviver por longos períodos de seca.